# Massif de Takht-e Soleyman
Le massif de Takht-e Soleyman (persan : گرانکوه تخت سليمان) est un massif de l'Elbourz regroupant près de 160 sommets de plus de 4 000 m d'altitude, dont le plus élevé est l'Alam Kuh avec 4 850 m. Le massif s'étend sur 40 km de longueur et 30 km de largeur. Il est bordé par la vallée de Taléghan au sud, Kelardasht à l'est, la forêt d'Abbas Abad au nord, et les forêts de Tonekabon et la vallée de Se Hezar à l'ouest.

## Histoire
La région de Takht-e Soleyman est peu documentée par les voyageurs étrangers jusqu'en 1930. Freya Stark, qui voyage dans la région en 1931, documente sa tentative d'ascension de Takht-e Suleyman dans La Vallée des assassins. Douglas Busk, un alpiniste britannique explore la région en 1932 et réussit la première ascension attestée de l'Alam Kuh en 1933 par la voie est. En 1936 un groupe d'alpinistes allemands parviennent à gravir le sommet de l'Alam Kuh par la voie nord-ouest (appelé la voie des Allemands).